# نالچیک
نالچیک (نعلچیک) (به روسی: На́льчик، به چرکسی قاباردی: Налшык) شهری است در قفقاز و پایتخت جمهوری قابارده و بالقاریه روسیه.

نشان شهر نالچیک.

جمعیت نالچیک در سال ۲۰۰۲ برابر با ۲۷۴٬۹۷۴ نفر سرشماری شده‌است.
اقوام محلی قبرده و بلقار در سال ۱۷۴۳ در این نقطه ساکن بوده‌اند ولی برپایی شهر جدید نالچیک به آغاز سدهٔ نوزدهم برمی‌گردد. در آن زمان یعنی سال ۱۸۱۸، افراد امپراتوری روسیه که به منطقه وارد می‌شدند دژی در این محل ساختند که در بالای نشان شهر نیز دیده می‌شود.
نام نالچیک از واژه عربی نعل و پسوند تصغیر -چیک درست شده و معنای «نعل کوچک» می‌دهد. در زبان‌های ترک‌تبار و همچنین در زبان کاباردین -چیک پسوند تصغیر است.